# Cristovão Bastos
Cristovão da Silva Bastos Filho (Rio de Janeiro, 3 de dezembro de 1946) é um compositor, pianista e arranjador brasileiro. Já atuou com Chico Buarque, Paulo César Pinheiro, Aldir Blanc, Abel Silva, Paulinho da Viola e Elton Medeiros, entre outros. Depois de mais de 30 anos de carreira, ele lançou seu primeiro disco solo, Avenida Brasil.
Algumas de suas músicas de sucessos são, "Todo Sentimento", "Resposta ao Tempo" e "Suave Veneno" (com Aldir Blanc).
Em 2021, seu álbum Cristovão Bastos e Rogério Caetano, com Rogério Caetano, foi indicado ao Grammy Latino de Melhor Álbum Instrumental.